# إنتر ميلان موسم 2019–20
كان موسم 2019–20 هو الموسم الـ111 في وجود إنتر ميلان والموسم الـ104 على التوالي في الدوري الإيطالي لكرة القدم. تنافس الفريق في الدوري الإيطالي وكأس إيطاليا ودوري أبطال أوروبا والدوري الأوروبي.